# Cataglyphis velox
Cataglyphis velox är en myrart som beskrevs av Santschi 1929. Cataglyphis velox ingår i släktet Cataglyphis och familjen myror. Inga underarter finns listade.